# انقلاب انسانی
انقلاب انسانی (انگلیسی: The Human Revolution) کتابی رومی است که توسط دایساکو ایکدا، سومین رهبر افتخاری سوکا گاکای نوشته شده‌است.